# Metope del Partenone

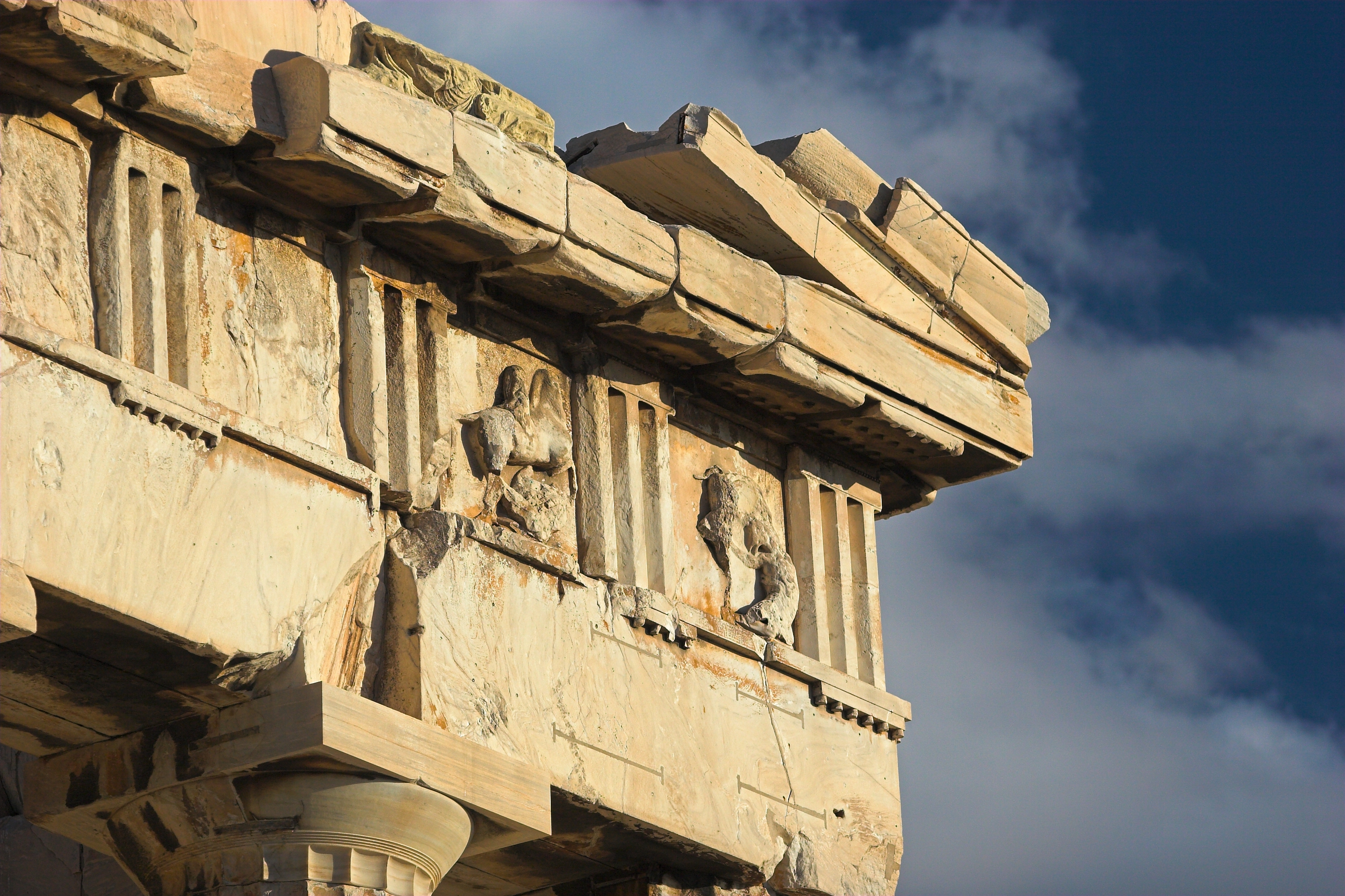
Dettaglio delle metope occidentali del Partenone.

Le metope del Partenone sono i pannelli scultorei marmorei originariamente situati sulle pareti esterne del Partenone ad Atene, di cui costituivano parte del fregio. 

## Storia
Originariamente erano novantadue: trentadue su ciascuno dei lati nord e sud e quattordici su ciascuna delle facciate principali del tempio, esposte ad est ed ovest.
I soggetti rappresentati sono diversi, e, insieme con i frontoni ionici e la statua di Atena Parthenos contenuta all'interno del Partenone, costituivano un programma unitario di decorazione scultorea, esempio celeberrimo dell'altorilievo greco classico.
L'insieme di tutte le metope arrivava ad una lunghezza totale di circa centosessanta metri; di questi, ottanta sono ora esposti al Museo dell'Acropoli di Atene, dove sono stati trasportati nel 2005 per proteggerli dal degrado. Cinquanta metri del fregio fanno ora invece parte delle collezioni del British Museum, costituendo la parte principale dei cosiddetti Marmi di Elgin. I rimanenti trenta metri sono andati distrutti durante l'assedio veneziano ad Atene del 1687. Il Partenone era allora utilizzato come magazzino di polvere da sparo ed un colpo di bombarda veneziana lo fece esplodere danneggiando l'edificio e le sue preziose sculture.
Esiste una controversia internazionale sulle metope conservate al British Museum: la questione riguarda la loro collocazione futura: lasciarle ove si trovano o riportarle nel luogo per il quale sono state ideate?
Alcuni frammenti sono stati già restituiti, tra cui quello conservato a Palermo, quelli del Vaticano, del Paul Getty Museum di Los Angeles e della collezione Shelby White di New York.

## Metope orientali
Le quattordici metope orientali erano situate sull'ingresso principale. Rappresentavano le fasi finali della battaglia cosmogonica tra gli dei dell'Olimpo e i Giganti (Gigantomachia). La lotta si sviluppa attorno alla figura centrale di Zeus (pannello nº 8), seguito dal suo carro guidato da Era (pannello nº 7). Il fratello Poseidone con il suo carro è mostrato vicino (pannello nº 6) che percorre l'isola di Nisiro passando sullo sconfitto gigante Polibote. Anche se la figura di Ercole non è ancora stato identificato dai frammenti rimasti, è quasi certo che l'eroe, il cui contributo alla vittoria degli dei dell'Olimpo fu significativo, era presente nelle metope. L'esito felice della battaglia è descritto nella scena di Helios (dio del sole) e del suo carro che passa nella notte (pannello nº 14), una nuova era stava per iniziare. Le metope orientali sono in pessime condizioni, e l'identificazione della maggior parte delle figure è incerta nella migliore delle ipotesi.

## Metope meridionali

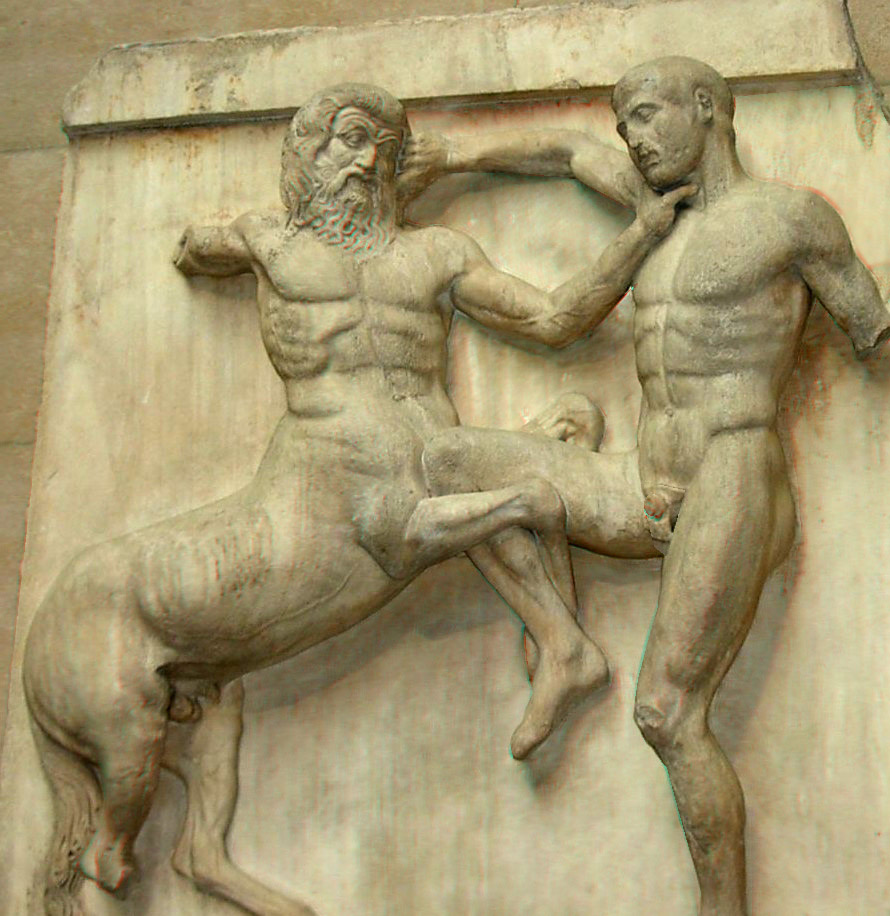
Centauro contro un lapite, Londra, British Museum

Le metope della parete sud (pannelli nº 1–12 e 21–32) illustrano la battaglia dei lapiti contro i centauri, nota anche come centauromachia, alla quale prese parte il mitologico re ateniese Teseo. La battaglia scoppiò durante i festeggiamenti per il matrimonio del re dei lapiti e amico personale di Teseo, Piritoo. Secondo una versione del mito, I Centauri, offesi per essere stati esclusi dalla celebrazione, attaccarono i lapiti, mentre secondo un'altra versione, durante la festa i Centauri ubriachi reagirono violentemente sotto l'influenza del vino. Il risultato fu una feroce lotta tra Centauri e lapiti per evitare che i primi approfittassero delle donne dei secondi.
I centauri hanno volti con sembianze animali i cui disegni richiamano fortemente maschere teatrali. Sono mostrati indossare pelli di animali e armati con rami di alberi. Da parte loro, i lapiti combattono nudi o indossando un clamide, molti di essi impugnano una spada o una lancia, che realizzate in metallo, sono andate perdute, mentre in alcuni casi, i lapiti usano scudi per proteggersi.
C'è una tendenza a riconoscere lo sposo Piritoo sulla metopa 11 e la sposa Ippodamia sulla 25, ma non vi è alcuna prova conclusiva per queste identificazioni. Sulla metopa 29, le caratteristiche del maturo stile classico possono essere individuate sul viso e sull'abito della donna lapita.
La presenza di utensili per la casa, come hidrie (vasi di ceramica con tre maniglie utilizzati principalmente per immagazzinare l'acqua), che vengono utilizzati anche come armi improprie da parte dei combattenti, indica una battaglia combattuta in casa. Alcune composizioni sono ripetute, mentre l'esecuzione complessiva delle scene è meno ambiziosa rispetto ai piani iniziali. Contrariamente al risultato finale della battaglia e alla morale del mito che sottolinea la superiorità del mondo civile sopra il disordine primordiale, i vincitori di questa lotta senza paura furono i Centauri e non i lapiti. Tuttavia, è possibile che la battaglia fosse ancora nelle fasi iniziali.
Nel 1687, una palla di cannone colpì il Partenone durante un attacco ad Atene da parte dei veneziani. Questo evento distrusse molte metope sul lato sud, soprattutto quelle centrali. L'esistenza di queste metope è ormai nota solo dai disegni di Carrey eseguiti nel 1674 e dai loro frammenti rimanenti. Il loro argomento non è del tutto chiaro dato che le metope presentano rari dettagli iconografici. Alcuni esperti riconoscono la rappresentazione di miti dinastici attici (le storie delle famiglie reali di Cecrope e Eretteo), mentre altri, nel tentativo di unificare mitologicamente le scene suddette con quelle della centauromachia, propongono un argomento attinente ai miti degli eroi della centauromachia.

## Metope occidentali
Il soggetto delle metope occidentali è la leggendaria invasione di Atene da parte delle Amazzoni (Amazzonomachia). Gli studiosi considerano queste metope, mostranti le amazzoni in abiti orientali, un riferimento alle guerre persiane.

## Metope settentrionali
Le metope della parete nord descrivono la guerra dei greci contro i troiani (Iliou persis). Queste metope sono spesso riferite al sacco di Troia e descrivono la guerra di Troia. Solo 24 delle originarie 32 metope della parete nord sono giunte fino ai nostri giorni e sono esposte nel museo dell'acropoli di Atene.

## Simbolismo
Le metope sulle pareti del Partenone nord, est, sud e ovest avevano una doppia funzione. Da un lato rappresentavano scene ben note della mitologia e della storia; tuttavia, più in generale, erano state pensate come rappresentazione del trionfo della ragione e dell'ordine, in genere sotto forma dei greci ateniesi o dei loro dei, sulla passione animalesca e il caos.